# ديف شانون
ديف شانون (بالإنجليزية: Dave Shannon)‏ هو عسكري أسترالي، ولد في 27 مايو 1922 في Unley Park, South Australia ‏ في أستراليا، وتوفي في 8 أبريل 1993 في Sydenham, London ‏ في المملكة المتحدة.